# Paolo Savona

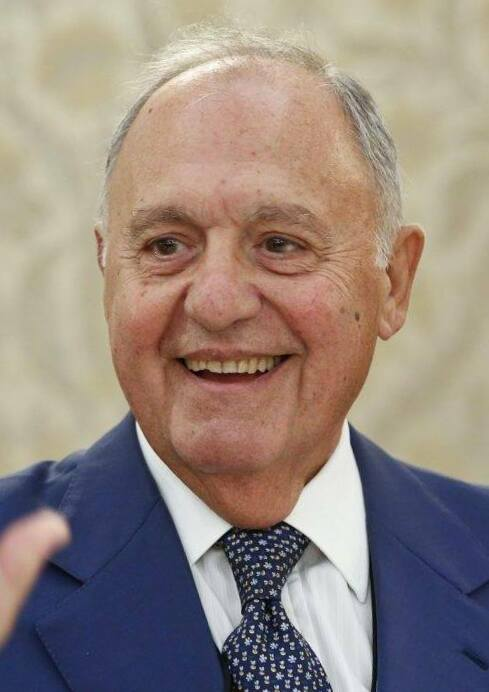
Paolo Savona (2018)

Paolo Savona (* 6. Oktober 1936 in Cagliari, Sardinien) ist ein italienischer Finanz- und Wirtschaftswissenschaftler, Politiker und Hochschullehrer. Ab 1980 hatte er führende Stellungen in verschiedenen italienischen Banken inne. Vom 28. April 1993 bis zum 19. April 1994 gehörte er als parteiloser Minister für Industrie, Handel und Handwerk dem Kabinett Ciampi an, von Juni 2018 bis Februar 2019 war er parteiloser Minister für europäische Angelegenheiten im Kabinett Conte I. Am 5. Februar 2019 ernannte ihn die italienische Regierung zum Präsidenten der Börsenaufsichtsbehörde Consob.

## Leben
Im Jahr 1961 schloss Savona sein wirtschaftswissenschaftliches Studium mit der Auszeichnung cum laude ab. Seine Kenntnisse in der Währungspolitik vertiefte er am Massachusetts Institute of Technology. 1963 begann er seine berufliche Laufbahn in der Forschungsabteilung der Banca d’Italia, wo er in den Rang eines Direktors aufstieg. 1976 übernahm er den Lehrstuhl für Wirtschaftswissenschaften an der Universität Cagliari; später übernahm er Lehraufträge an weiteren Hochschulen des Landes, unter anderem an der Libera Università Internazionale degli Studi Sociali. Ebenfalls 1976 wurde er unter der Präsidentschaft von Guido Carli Generaldirektor der italienischen Arbeitgeberorganisation Confindustria. Diese Position bekleidete er bis 1980. Von 1980 bis 1989 amtierte Savona als Vorsitzender der Banca di Credito Sardo. Parallel fungierte er von 1980 bis 1982 als Generalsekretär für wirtschaftliche Planung im italienischen Handelsministerium. Von 1989 bis 1990 war er CEO und Managing Director der Banca Nazionale del Lavoro, von 1990 bis 1999 sowie von 2010 bis 2014 Präsident des italienischen Einlagensicherungsfonds Fondo Interbancario di Tutela dei Depositi. In den Jahren 2000 bis 2010 fungierte er als Präsident der Salini Impregilo sowie der Unternehmen Gemina, Aeroporti di Roma und Consorzio Venezia Nuova sowie als Vorstandsmitglied der Unternehmen RCS MediaGroup und Telecom Italia. Als er Vizepräsident des Bankkonzerns Capitalia war und es 2007 zur Fusion mit der UniCredit kam, wurde er Präsident der Banca di Roma.
In den Jahren 1993/1994 gehörte er der Regierung von Carlo Azeglio Ciampi als Industrieminister an. Dem Kabinett Berlusconi III diente er als Abteilungsleiter für EU-Politik im Ministerrat, außerdem als Koordinator des technischen Komitees für die Lissabon-Strategie.
Weitere Funktionen, die Savona im Rahmen seiner Laufbahn bekleidete, waren die Ämter eines Mitglieds im OECD-Komitee für Standardisierung und Finanzstatistik und eines Mitglieds in der italienischen Kommission für Nuklearenergie.
Savona publizierte eine Vielzahl von Schriften zur Real-, Geld- und Finanzwirtschaft. Aus wissenschaftlicher Sicht lehnte er den Vertrag von Maastricht ab, weil die darin festgelegten Stabilitätskriterien der italienischen Wirtschaft schaden würden. Auch in weiteren Aussagen profilierte er sich als Kritiker der Europäischen Wirtschafts- und Währungsunion. Unter dem Titel Guida Pratica all’uscita dall’Euro (deutsch: Praktische Anleitung zum Austritt aus dem Euro), auch Plan B genannt, entwickelte er im Jahr 2015 ein Konzept für den Austritt Italiens aus dem Eurosystem und die Einführung einer neuen italienischen Währung. Das Konzept schlägt (mit Ausnahme der Verbindlichkeiten gegenüber dem Internationalen Währungsfonds) einen Zahlungsausfall für die Staatsschulden und negativen TARGET2-Salden Italiens vor. Die Rechtsgrundlage für etwaige Forderungen zur Begleichung der TARGET2-Salden schätzt Savona unter Bezugnahme auf eine Veröffentlichung von Hans-Werner Sinn als schwach ein.
Im Mai 2018 schlugen ihn die Parteiführer der MoVimento 5 Stelle und der Lega Nord für das Amt des italienischen Wirtschafts- und Finanzministers vor. Unter Hinweis auf eine Gefahr der Beunruhigung der Finanzmärkte und sich daraus ergebende Nachteile für italienische Sparer und Unternehmen weigerte sich der italienische Staatspräsident Sergio Mattarella allerdings, ihn zu ernennen. Dies führte dazu, dass der für das Amt des Ministerpräsidenten nominierte parteilose Rechtsanwalt und Hochschullehrer Giuseppe Conte den ihm erteilten Auftrag zur Bildung einer neuen italienischen Regierung unverzüglich wieder zurückgab. Am 1. Juni 2018 wurde Savona von Mattarella als Minister für europäische Angelegenheiten im Kabinett Conte vereidigt, nachdem die Parteiführer von MoVimento 5 Stelle und Lega Nord sich darauf geeinigt hatten, dem italienischen Staatspräsidenten von Conte eine neue Kabinettsliste vorlegen zu lassen, nach der Savona nicht das Amt des Wirtschafts- und Finanzministers bekleidet, sondern Giovanni Tria. Wenige Tage als Europaminister im Amt verkündete Savona, dass der Euro für Italien „unverzichtbar“ sei. Deutschland, dem er vorgeworfen hatte, seine Rolle in Europa nach dem Nationalsozialismus nicht geändert zu haben, lobte er als „großartiges Land, kulturell, wirtschaftlich und politisch“.
Am 5. Februar 2019 ernannte die italienische Regierung Paolo Savona zum neuen Präsidenten der Börsenaufsichtsbehörde Consob. Angesichts Savonas früherer beruflicher Stationen kritisierte die Opposition die Ernennung scharf und sprach von offensichtlicher Inkompatibilität. Savonas Aufgaben als Europaminister übernahm Ministerpräsident Conte.